# 트와일라이트 존 타워 오브 테러

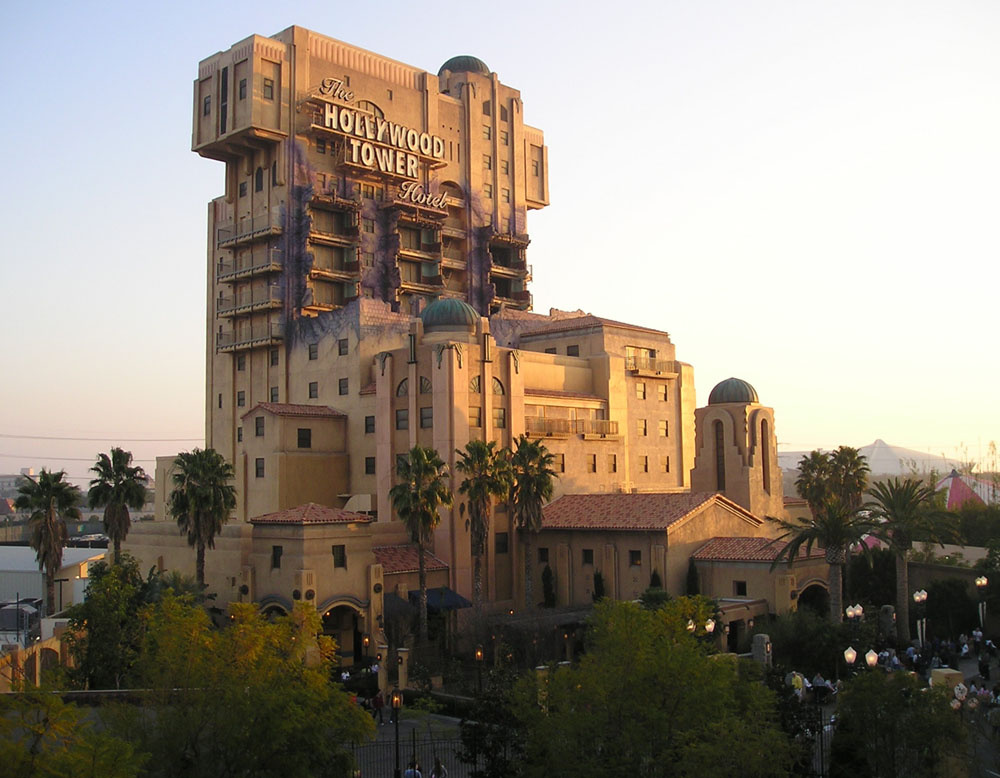
디즈니 캘리포니아 어드벤처의 타워 오브 테러

트와일라이트 존 타워 오브 테러(영어: The Twilight Zone Tower of Terror)는 디즈니 파크의 실내 자유 낙하형 놀이기구이다. 디즈니 할리우드 스튜디오, 디즈니 캘리포니아 어드벤처, 월트 디즈니 스튜디오 파크, 도쿄 디즈니시에 이 놀이기구가 있다. 이 놀이기구는 미국의 텔레비전 드라마 《환상특급》을 모티브로 하였다. 도쿄 디즈니시의 타워 오브 테러는 예외적으로, 일본 오리지널 배경 스토리를 만들었다. 그 때문에, 건물의 외관 · 내장 · 연출도 다른 디즈니 파크의 타워 오브 테러와는 다르다.

## 같이 보기
- 가디언스 오브 더 갤럭시 - 미션: 브레이크아웃!